# Ridge Racer 3D
Ridge Racer 3D est un jeu vidéo de course édité et développé par Namco. Il est sorti en février 2011 au Japon et en mars 2011 en Europe et Amérique du Nord sur Nintendo 3DS, soit au lancement de celle-ci.

## Système de jeu
Ridge Racer 3D est un jeu de course de voitures sports orienté arcade qui reprend le gameplay des précédents opus de la série. Il propose plusieurs modes de jeu, le mode principal étant le Grand Prix. Le joueur doit dans ce dernier gagner des courses afin d'accéder au prochain tournoi et d'obtenir de nouveaux véhicules.
Le joueur peut faire des dérapages contrôlés pour négocier des virages plus serrés. Effectuer ces dérapages permet aussi de remplir une jauge de turbo qui peut se remplir sur trois niveaux, chacun propulsant le véhicule davantage que le précédent.